# 佐藤友佳
佐藤 友佳（さとう ゆか、1992年7月21日 - ）は、日本の元女子陸上競技選手。現役時代の専門種目はやり投、砲丸投。

## 来歴
砲丸投、走幅跳なども活躍したが、最も顕著なやり投について記載する。
2009年にイタリアで行われた世界ユース陸上競技選手権大会に出場し、9位になるなど高校時代から既に活躍し、57m31という当時の高校記録でインターハイ優勝。その後も2010年にベトナムで行われたアジアジュニア陸上競技選手権大会、2011年に神戸市で行われたアジア陸上競技選手権大会に出場し、どちらも銅メダルを獲得した。
しかし、日本陸上競技選手権大会では優勝になかなか縁がなく、東大阪大学卒業後は大阪で幼稚園や小学校職員を経験し、2018年春にニコニコのりへ所属先を変更。世界ユース出場から10年経った2019年大会も自己最高となる62m88を記録したものの、2位に終わった。同大会優勝者の北口榛花とともに同年の世界選手権 (カタール) に初出場し、55m03で予選2組15位となった。
翌年の日本選手権では5投目までで59m03とその時点で1位だった北口の59m30に後れをとっていたが、最終6投目で59m32とわずかに上回って自身初の優勝を掴み取った。
2025年1月10日、自身のInstagramにて現役引退を発表した。

## 主な記録
| 年     | 大会                       | 種目   | 順位        | 記録    |
| ------ | -------------------------- | ------ | ----------- | ------- |
| 2009年 | 第6回世界ユース選手権      | やり投 | 9位         | 48m14   |
| 2010年 | 第94回日本選手権           | 砲丸投 | 6位         | 14m19   |
|        | 第94回日本選手権           | やり投 | 4位         | 53m52   |
|        | 第14回アジアジュニア選手権 | やり投 | 銅メダル    | 48m46   |
| 2011年 | 第95回日本選手権           | やり投 | 4位         | 54m03   |
|        | 第19回アジア選手権         | やり投 | 銅メダル    | 54m16   |
| 2012年 | 第96回日本選手権           | やり投 | 4位         | 57m35   |
| 2013年 | 日本インカレ               | やり投 | 2位         | 54m68   |
| 2014年 | 第98回日本選手権           | やり投 | 7位         | 52m16   |
| 2016年 | 第100回日本選手権          | やり投 | 4位         | 56m19   |
| 2017年 | 第101回日本選手権          | 砲丸投 | 5位         | 13m99   |
|        | 第101回日本選手権          | やり投 | 4位         | 59m10   |
|        | 全日本実業団選手権         | やり投 | 2位         | 56m88   |
| 2018年 | 第102回日本選手権          | やり投 | 2位         | 59m18   |
|        | 全日本実業団選手権         | 砲丸投 | 4位         | 14m34   |
|        | 全日本実業団選手権         | やり投 | 優勝        | 59m12   |
| 2019年 | 第103回日本選手権          | やり投 | 2位         | 62m88PB |
|        | 全日本実業団選手権         | やり投 | 優勝        | 58m21   |
|        | 第17回世界選手権           | やり投 | 予選2組15位 | 55m03   |
| 2020年 | 第104回日本選手権          | やり投 | 優勝        | 59m32   |